# Peppermint twist
Peppermint twist (укр. «М'ятний твіст») — альбом італійського співака та кіноактора Адріано Челентано, випущений у 1962 році під лейблом «Jolly».

## Про альбом
Вальтер Гуертлер випустив альбом «Peppermint twist» на своїй фірмі «Jolly» окремо від Адріано Челентано, співак у 1961 році створив свою власну студію звукозапису — «Clan Celentano». До альбому увійшли пісні записані під час дії контракту між Челентано і «Jolly», які були випущені як сингли у 1959—1962 роках. Платівка містила багато відомих пісень Челентано, таких як: «Impazzivo per te», «Il ribelle», «Teddy girl», «Nikita rock» й інші.
Добірка пісень альбому представлена стилем рок-н-рол. У записі альбому взяв участь оркестр Джуліо Лібано.
Заголовна композиція — «Peppermint twist» («М'ятний твіст») посіла 4 позицію в італійському чарті «Топ-100» найкращих синглів 1962 року. Пісня «Peppermint Twist» була італомовною кавер-версією однойменної композиції 1961 року американського гурту «Joey Dee and the Starliters», яка посіла 1 позицію в чарті «Billboard Hot 100» на початку 1962 року, завдяки оспівуванню в ній танцю твіст, який був тоді дуже популярним. Пісня вважалася занадто довгою для платівки у 45 обертів (4:05), тому її скоротили до 2:03 (Частина 1), яка і стала хітом, а частина, що залишилася була інструментальною, про яку практично забули. У той час Челентано не міг пройти повз цього хіта, в результаті він попросив Джузеппе Перотті і Мікі Дель Прете перевести пісню італійською мовою.
Спочатку альбом випускався на LP-платівках у 33 оберти лише в Італії. У 1995 і 2016 роках випускалося ремастоване перевидання альбому на CD. У 2013 році вийшло ремастоване перевидання альбому на LP.

## Трекліст
LP
Сторона «A»
| #  | Назва                                 | Автор слів                         | Автор музики           | Рік  | Тривалість |
| -- | ------------------------------------- | ---------------------------------- | ---------------------- | ---- | ---------- |
| 1. | «Peppermint twist (Peppermint Twist)» | Мікі Дель Прете і Джузеппе Перотті | Джой Ді і Генрі Гловер | 1962 | 2:22       |
| 2. | «La gatta che scotta»                 | Тата Джакобетті                    | Джорні Крамер          | 1960 | 2:12       |
| 3. | «Blue jeans rock»                     | П'єро Вівареллі і Лучо Фульчі      | Еціо Леоні             | 1960 | 2:23       |
| 4. | «Pitagora»                            | Лучано Беретта                     | П'єро Соффічі          | 1960 | 1:46       |
| 5. | «Desidero te»                         | Лучано Беретта                     | Еціо Леоні             | 1959 | 3:37       |
| 6. | «Rock matto»                          | П'єро Вівареллі і Лучо Фульчі      | Джуліо Лібано          | 1960 | 1:48       |
| 7. | «Impazzivo per te»                    | Мікі Дель Прете                    | Адріано Челентано      | 1960 | 1:59       |

Сторона «Б»
| #     | Назва               | Автор слів                    | Автор музики                    | Рік  | Тривалість |
| ----- | ------------------- | ----------------------------- | ------------------------------- | ---- | ---------- |
| 8.    | «Così no»           | Віто Паллавічіні              | Філіппо Ніколі і Маріо Мільярді | 1960 | 2:04       |
| 9.    | «Il ribelle»        | Джан Карло Тестоні            | Адріано Челентано               | 1959 | 2:20       |
| 10.   | «Che dritta!»       | Мауро Коппо                   | Джуліо Лібано                   | 1960 | 2:10       |
| 11.   | «Teddy girl»        | Лучано Беретта                | Еціо Леоні                      | 1959 | 2:16       |
| 12.   | «Movimento di rock» | Алессандро Коломбіні          | Бруно Де Філіппі                | 1960 | 1:49       |
| 13.   | «Pronto pronto»     | Лучано Беретта                | Еціо Леоні                      | 1959 | 1:57       |
| 14.   | «Nikita rock»       | П'єро Вівареллі і Лучо Фульчі | Джуліо Лібано                   | 1960 | 2:08       |
| 29:10 |                     |                               |                                 |      |            |

## Ліцензійні видання
| Назва                        | Лейбл                  | Маркування           | Країна | Рік  |
| ---------------------------- | ---------------------- | -------------------- | ------ | ---- |
| Peppermint Twist (LP, Mono)  | Jolly Hi-Fi Records    | LPJ 5021             | Італія | 1962 |
| Peppermint Twist (CD, RE)    | Mercury, Raro! Records | 526 885-2, 526 886-2 | Італія | 1995 |
| Peppermint Twist (LP, RE)    | Jolly Hi-Fi Records    | LPJ 5021             | Італія | 2013 |
| Peppermint Twist (CD, Album) | SAAR Records           | CDJ 5021             | Італія | 2016 |